# Ein Fichtenbaum steht einsam
Das Gedicht Ein Fichtenbaum steht einsam erschien 1827 in Heinrich Heines erstem Gedichtband Buch der Lieder innerhalb des Zyklus Lyrisches Intermezzo. Erstmals wurde es 1823 im Band Tragödien, nebst einem lyrischen Intermezzo in Berlin veröffentlicht. Seine Entstehung wird auf das Frühjahr 1822 datiert. In märchenhaftem Ton wird die Unerreichbarkeit zweier Pflanzen geschildert, die symbolisch für den Norden (Fichte) bzw. für den Orient (Palme) stehen. Das Lied wurde als Liebes-, Natur- oder Gedankenlyrik interpretiert.

## Text
Ein Fichtenbaum steht einsam

Ein Fichtenbaum steht einsam

Im Norden auf kahler Höh’.

Ihn schläfert; mit weißer Decke

Umhüllen ihn Eis und Schnee.

Er träumt von einer Palme,

Die, fern im Morgenland,

Einsam und schweigend trauert

Auf brennender Felsenwand.

## Entstehung
Laut Sonja Gesse-Harm wurde Heine vom Operntext Aucassin und Nicolette oder: Die Liebe aus der guten alten Zeit nach der Sage eines provencalischen Troubadours des Schriftstellers und Arztes David Ferdinand Koreff inspiriert. Darin soll eine Palme sich nach ihrem Geliebten sehnen.

## Form
Das Gedicht besteht aus zwei Strophen mit je vier Versen. Ein halber Kreuzreim liegt vor.

## Interpretation
Die Schilderung der zwei Bäume in ihrer typischen Umgebung gestatten eine Rezeption als Naturgedicht. Im bis ins 20. Jahrhundert mehrmals aufgelegten Gartenführer Wredow's Gartenfreund meinte Heinrich Gaerdt, Leiter der Borsigschen Gärten in Berlin-Moabit, dass Heine in der ersten Strophe die „subarctische Zone die Zone der Kiefern und Weiden [...] über die Faröer, Island, Norwegen, den übrigen Theil von Schweden, Finnland und Nordrußland“ besungen habe. Hermann Jäger sah den Harz als Vorbild, da die Fichte der charakteristische Baum dieser Gegend sei. Das Aufeinandertreffen von Realität und Vorstellung lassen es auch als Traumgedicht gelten.

## Rezeption
Am 9. Oktober 1844 sendete Heine seiner Nichte Anna Embden in einem Brief das Gedicht zu.
Möglicherweise wurde Joseph von Eichendorff durch das Gedicht zu seinem 1839 entstandenen Poem Winternacht angeregt.
Das Gedicht erfuhr eine breite Rezeption. „Vor zwei Jahrtausenden wanderte die Palme nach dem rauhen Germanien, dann wuchs sie empor in der ganzen phantastischen Ueppigkeit des heimischen Bodens, und dann sang es in ihren Zweigen in echtem und gutem, verständlichem Deutsch“, meinte der Journalist Moritz Szeps und verwies auf Heines problematische Identität. Der Historiker Heinrich von Treitschke lobte das Werk in seiner sonst wenig schmeichelhaften Beurteilung des Dichters: „Deutsches Gemüt sprach aus der kleinen Zahl seiner wirklich erlebten Liebesgedichte, aus seinen Frühlingsliedern, auch aus dem Liede vom Fichtenbaum und der Palme, das für die Wandersehnsucht der Germanen sinnige Worte fand“. Die verdeckte Botschaft erkannte er nicht. Karl Kraus sah das Gedicht in der Nähe des Kunstgewerbes: „Wer je eine so kunstvolle Attrappe im Schaufenster eines Konditors oder eines Feuilletonisten gesehen hat, mag in Stimmung geraten, wenn er selbst ein Künstler ist. Aber ist ihr Erzeuger darum einer?“ Dagegen stellt Kathrin Wittler in ihrer Interpretation klar, dass Heines Gebrauch von Chiffren die moderne Dichtung antizipiere.
Die erste Vertonung stammt von Carl Loewe. Franz Liszt vertonte das Gedicht um 1848. Es wurde 1860 veröffentlicht. Weitere romantische Vertonungen stammen von Nikolai Andrejewitsch Rimski-Korsakow (op. 3 Nr. 1) und Edvard Grieg. Insgesamt sollen 146 Vertonungen vorliegen.